# Mareil-le-Guyon
 Mareil-le-Guyon  es una población y comuna francesa, en la región de Isla de Francia, departamento de Yvelines, en el distrito de Rambouillet y cantón de Montfort-l'Amaury.

## Demografía
| 228 | 215 | 209 | 281 | 267 | 348 |
| Para los censos de 1962 a 1999 la población legal corresponde a la población sin duplicidades (Fuente: INSEE [Consultar]) |     |     |     |     |     |